# Európai ralibajnokság
Az európai ralibajnokság (ERC, European Rally Championship) egy, az európai kontinensen 1953 óta rendezett, tradicionális versenyekből álló autóverseny-sorozat.

## Bajnokok
| Év   | Év   | Versenyző            | Autó                                                  |
| ---- | ---- | -------------------- | ----------------------------------------------------- |
| 1953 | 1953 | Helmut Polensky      | Porsche 356 Coupé Fiat 1100                           |
| 1954 | 1954 | Walter Schlüter      | DKW 1000                                              |
| 1955 | 1955 | Werner Engel         | Mercedes-Benz 300 SL                                  |
| 1956 | 1956 | Walter Schock        | Mercedes-Benz 220 Mercedes-Benz 300 SL                |
| 1957 | 1957 | Ruprecht Hopfen      | Borgward Saab 93                                      |
| 1958 | 1958 | Gunnar Andersson     | Volvo PV444 Volvo PV544                               |
| 1959 | 1959 | Paul Coltelloni      | Alfa Romeo Citroën ID 19                              |
| 1960 | 1960 | Walter Schock        | Mercedes-Benz 220 SE                                  |
| 1961 | 1961 | Hans-Joachim Walter  | Porsche 356 Carrera Coupé                             |
| 1962 | 1962 | Eugen Böhringer      | Mercedes-Benz 220 SE                                  |
| 1963 | 1963 | Gunnar Andersson     | Volvo 122 S Volvo PV544                               |
| 1964 | 1964 | Tom Trana            | Volvo PV544 S                                         |
| 1965 | 1965 | Rauno Aaltonen       | BMC Mini Cooper S                                     |
| 1966 | G1   | Lillebror Nasenius   | Opel Rekord                                           |
| 1966 | G2   | Sobiesław Zasada     | BMC Mini Cooper S Steyr-Puch 650 TR                   |
| 1966 | G3   | Günther Klass        | Porsche 911                                           |
| 1967 | G1   | Sobiesław Zasada     | Porsche 911 S Porsche 912                             |
| 1967 | G2   | Bengt Söderström     | Lotus Cortina                                         |
| 1967 | G3   | Vic Elford           | Porsche 911 S                                         |
| 1968 | 1968 | Pauli Toivonen       | Porsche 911 T                                         |
| 1963 | 1963 | Harry Källström      | Lancia Fulvia Coupé 1.3 HF Lancia Fulvia Coupé 1.6 HF |
| 1970 | 1970 | Jean-Claude Andruet  | Alpine A110 1600                                      |
| 1971 | 1971 | Sobiesław Zasada     | BMW 2002 TI                                           |
| 1972 | 1972 | Raffaele Pinto       | Fiat 124 Sport Spyder                                 |
| 1973 | 1973 | Sandro Munari        | Lancia Fulvia Coupé 1.6 HF                            |
| 1974 | 1974 | Walter Röhrl         | Opel Ascona A                                         |
| 1975 | 1975 | Maurizio Verini      | Fiat 124 Abarth Rallye                                |
| 1976 | 1976 | Bernard Darniche     | Lancia Stratos HF                                     |
| 1977 | 1977 | Bernard Darniche     | Lancia Stratos HF                                     |
| 1978 | 1978 | Tony Carello         | Lancia Stratos HF                                     |
| 1979 | 1979 | Jochi Kleint         | Opel Ascona B Opel Kadett GT/E                        |
| 1980 | 1980 | Antonio Zanini       | Porsche 911 SC Ford Escort RS1800                     |
| 1981 | 1981 | Adartico Vudafieri   | Fiat 131 Abarth                                       |
| 1982 | 1982 | "Tony"               | Opel Ascona 400                                       |
| 1983 | 1983 | Miki Biasion         | Lancia Rally 037                                      |
| 1984 | 1984 | Carlo Capone         | Lancia Rally 037                                      |
| 1985 | 1985 | Dario Cerrato        | Lancia Rally 037                                      |
| 1986 | 1986 | Fabrizio Tabaton     | Lancia Delta S4                                       |
| 1987 | 1987 | Dario Cerrato        | Lancia Delta HF 4WD                                   |
| 1988 | 1988 | Fabrizio Tabaton     | Lancia Delta HF 4WD Lancia Delta Integrale            |
| 1989 | 1989 | Yves Loubet          | Lancia Delta Integrale                                |
| 1990 | 1990 | Robert Droogmans     | Lancia Delta Integrale 16V                            |
| 1991 | 1991 | Piero Liatti         | Lancia Delta Integrale 16V                            |
| 1992 | 1992 | Erwin Weber          | Mitsubishi Galant VR-4                                |
| 1993 | 1993 | Pierre-César Baroni  | Lancia Delta HF Integrale Ford Escort RS Cosworth     |
| 1994 | 1994 | Patrick Snijers      | Ford Escort RS Cosworth                               |
| 1995 | 1995 | Enrico Bertone       | Toyota Celica Turbo 4WD                               |
| 1996 | 1996 | Armin Schwarz        | Toyota Celica GT-Four                                 |
| 1997 | 1997 | Krzysztof Hołowczyc  | Subaru Impreza 555                                    |
| 1998 | 1998 | Andrea Navarra       | Subaru Impreza 555                                    |
| 1999 | 1999 | Enrico Bertone       | Renault Mégane Maxi                                   |
| 2000 | 2000 | Henrik Lundgaard     | Toyota Corolla WRC                                    |
| 2001 | 2001 | Armin Kremer         | Toyota Corolla WRC                                    |
| 2002 | 2002 | Renato Travaglia     | Peugeot 206 WRC                                       |
| 2003 | 2003 | Bruno Thiry          | Peugeot 206 WRC                                       |
| 2004 | 2004 | Simon Jean-Joseph    | Renault Clio S1600                                    |
| 2005 | 2005 | Renato Travaglia     | Mitsubishi Lancer Evolution VII Renault Clio S1600    |
| 2006 | 2006 | Giandomenico Basso   | Fiat Punto Abarth S2000                               |
| 2007 | 2007 | Simon Jean-Joseph    | Citroën C2 S1600 Citroën C2 R2                        |
| 2008 | 2008 | Luca Rossetti        | Peugeot 207 S2000                                     |
| 2009 | 2009 | Giandomenico Basso   | Abarth Grande Punto S2000                             |
| 2010 | 2010 | Luca Rossetti        | Abarth Grande Punto S2000                             |
| 2011 | 2011 | Luca Rossetti        | Abarth Grande Punto S2000                             |
| 2012 | 2012 | Juho Hänninen        | Škoda Fabia S2000                                     |
| 2013 | 2013 | Jan Kopecký          | Škoda Fabia S2000                                     |
| 2014 | 2014 | Esapekka Lappi       | Škoda Fabia S2000                                     |
| 2015 | 2015 | Kajetan Kajetanowicz | Ford Fiesta R5                                        |
| 2016 | 2016 | Kajetan Kajetanowicz | Ford Fiesta R5                                        |
| 2017 | 2017 | Kajetan Kajetanowicz | Ford Fiesta R5                                        |
| 2018 | 2018 | Alexey Lukyanuk      | Ford Fiesta R5                                        |
| 2019 | 2019 | Chris Ingram         | Škoda Fabia R5                                        |
| 2020 | 2020 | Aleksey Lukyanuk     | Citroën C3 R5                                         |
| 2021 | 2021 | Andreas Mikkelsen    | Škoda Fabia Rally2 evo                                |
| 2022 | 2022 | Efrén Llarena        | Škoda Fabia Rally2 evo                                |
| 2023 | 2023 | Hayden Paddon        | Hyundai i20 N Rally2                                  |
| 2024 | 2024 | Hayden Paddon        | Hyundai i20 N Rally2                                  |